# 1942-й корпусной артиллерийский полк
1942-й корпусной артиллерийский Печенгский Краснознамённый ордена Суворова полк — воинское подразделение в вооружённых силах СССР во время Великой Отечественной войны.

## История
Формирование полка начато в августе 1943 года в Приволжском военном округе
В составе действующей армии с 15.03.1944 по 15.11.1944 года.
После формирования направлен в Орловский военный округ, затем переправлен в Карелию, однако от места дислокации маршем скоро был переброшен в Мурманск, откуда эшелоном переброшен на рубеж реки Свирь, где разгрузился на станции Лодейное Поле, с 21.07.1944 года принял участие в Свирско-Петрозаводской операции, после завершения наступательного этапа операции, перешёл к обороне на достигнутых рубежах в сентябре 1944 года, после чего передислоцирован в Заполярье, вновь через Мурманск, затем совершил марш и занял позиции в районе озера Чапр. Принимал участие в Петсамо-Киркенесской операции, отличился при освобождении Печенги
15.11.1944 года выведен в резерв, в декабре 1944 года обращён на формирование в основном 204-й армейской пушечной артиллерийской бригады и одной батареей 205-й армейской пушечной артиллерийской бригады

## Полное наименование
- 1942-й корпусной пушечный артиллерийский Печенгский Краснознамённый ордена Суворова полк

## Подчинение
| Дата            | Фронт (округ)             | Армия      | Корпус (группа) | Примечания                                       |
| --------------- | ------------------------- | ---------- | --------------- | ------------------------------------------------ |
| 01.09.1943 года | Приволжский военный округ | -          | -               |                                                  |
| 01.10.1943 года | Приволжский военный округ | -          | -               |                                                  |
| 01.11.1943 года | Орловский военный округ   | -          | -               |                                                  |
| 01.12.1943 года | Орловский военный округ   | -          | -               |                                                  |
| 01.01.1944 года | Орловский военный округ   | -          | -               |                                                  |
| 01.02.1944 года | Орловский военный округ   | -          | -               |                                                  |
| 01.03.1944 года | Орловский военный округ   | -          | -               |                                                  |
| 01.04.1944 года | Карельский фронт          | 14-я армия | -               |                                                  |
| 01.05.1944 года | Карельский фронт          | 14-я армия | -               |                                                  |
| 01.06.1944 года | Карельский фронт          | 14-я армия | -               |                                                  |
| 01.07.1944 года | Карельский фронт          | 7-я армия  | -               |                                                  |
| 01.08.1944 года | Карельский фронт          | 7-я армия  | -               |                                                  |
| 01.09.1944 года | Карельский фронт          | 7-я армия  | -               |                                                  |
| 01.10.1944 года | Карельский фронт          | 14-я армия | -               |                                                  |
| 01.11.1944 года | Карельский фронт          | 14-я армия | -               |                                                  |
| 01.12.1944 года | Резерв Ставки ВГК         | -          | -               | в составе полевого управления Карельского фронта |

## Командование
- Голубев Фёдор Степанович, майор

## Награды и наименования
| Награда (наименование)             | Дата                                       | За что получена |
| ---------------------------------- | ------------------------------------------ | --- |
| Почётное наименование «Печенгский» | Приказ ВГК № 0354 от 31 октября 1944 года  | Присвоено в ознаменование одержанной победы и за отличие в боях при овладении городом Петсамо (Печенга). |
| Орден Красного Знамени             | Указ Президиума ВС СССР 02.07.1944 года    | За образцовое выполнение заданий командования в боях с немецко-фашистскими захватчиками при форсировании реки Свирь, прорыве сильно укреплённой обороны противника и проявленные при этом доблесть и мужество. |
| Орден Суворова III степени         | Указ Президиума ВС СССР от 14.11.1944 года | За образцовое выполнение заданий командования в боях с немецкими захватчиками, за овладение городом Киркенес и проявленные при этом доблесть и мужество.                                                       |